# يورغ ماورر
يورغ ماورر (بالألمانية: Jörg Maurer ) (و. 1953 – م) هو كاتب عمومي، وكاتب من ألمانيا . ولد في غارميش-بارتنكيرخن.

## روابط خارجية
- يورغ ماورر على موقع IMDb (الإنجليزية)
- يورغ ماورر على موقع ميوزك برينز (الإنجليزية)
- يورغ ماورر على موقع قاعدة بيانات الفيلم (الإنجليزية)